# Надиоци
Надиоци је насељено место у Босни и Херцеговини у општини Витез. Административно припада Федерацији Босне и Херцеговине, односно њеном Средњобосанском кантону. Према попису становништва из 2013. у насељу је било 370 становника, а већинску популацију у насељу чинили су Хрвати.

## Становништво
По последњем службеном попису становништва из 2013. године у насељу Надиоци живело је 370 становника, а село је било етнички хомогено са већинском хрватском популацијом.
| Националност | 2013. | 1991.        | 1981.        | 1971.        | 1961.        |
| Бошњаци      | —     | 42 (8,86%)   | 36 (8,51%)   | 27 (7,84%)   | 22 (9,20%)   |
| Хрвати       | —     | 386 (81,43%) | 316 (74,70%) | 311 (90,41%) | 209 (87,45%) |
| Срби         | —     | 27 (5,69%)   | 56 (13,24%)  | 0            | 1 (0,41%)    |
| Југословени  | —     | 6 (1,26%)    | 2 (0,47%)    | 5 (1,45%)    | 0            |
| остали       | —     | 13 (2,74%)   | 13 (3,07%)   | 1 (0,29%)    | 7 (2,92%)    |
| Укупно       | 370   | 474          | 423          | 344          | 239          |